# Ron Delany
Ronald Michael Delaney (nacido el 6 de marzo de 1935), más conocido como Ron o Ronnie es un atleta irlandés retirado cuya especialidad era el medio fondo.
Nacido en Arklow, Delaney emigró con su familia a Dublín cuando contaba con 6 años.
Delaney estudió en los Estados Unidos en la Universidad Villanova donde entrenó bajo lar órdenes del famoso entrenador Jumbo Elliott. Su primer éxito lo obtuvo al alcanzar la final de los 800 m en los Campeonatos de Europa de 1954 celebrados en Berna.
En 1956, se convirtió en el séptimo atleta en bajar de los cuatro minutos en la milla. Ese mismo año fue seleccionado para representar a su país en los Juegos olímpicos de Melbourne
En los Juegos Delaney se clasificó para la final de los 1500 m, en la que era favorito el atleta australiano John Landy. En la final Delaney aguantó tras Landy hasta la última vuelta donde su extraordinario sprint final le proporcionó la victoria, convirtiéndose en el primer atleta irlandés que ganaba una medalla de oro en atletismo en unos juegos desde que lo hiciera Bob Tisdall en 1932.
- Datos: Q734288
- Multimedia: Ron Delany / Q734288